# Resende (freguesia)
Resende es una freguesia portuguesa del concelho de Resende, con 11,99 km² de superficie y 2.873 habitantes (2001). Su densidad de población es de 239,6 hab/km².

## Patrimonio
- Necrópolis de la Quinta das Trapas / Necrópolis de Quinta das Trapas